# Svartsjön (Motala socken, Östergötland)
Svartsjön är en sjö i Motala kommun i Östergötland och ingår i Motala ströms huvudavrinningsområde. Svartsjön ligger i Staffanstorp Natura 2000-område.